# Sant Vicenç de Canturri
Sant Vicenç de Canturri és una església sufragània del poble Canturri, en el municipi de Montferrer i Castellbò (Alt Urgell), protegida com a bé cultural d'interès local.

## Descripció
És una església d'una sola nau, capçada al nord amb capçalera plana i coberta amb una volta de canó que sosté un llosat a doble vessant. Dues capelles laterals, de planta quadrangular i obertes a la nau per un arc de mig punt, aporten un aspecte cruciforme a la planta del temple. La porta d'accés en arc de mig punt és al mur meridional, descentrada amb relació a la façana i coronada per un ull de bou circular. A l'interior hi ha un cor de fusta als peus i tres altars amb retaules barrocs de guix dels quals n'han desaparegut les pintures. A la capella lateral occidental hi ha una petita xemeneia construïda pels soldats durant la guerra civil.

## Història
El lloc de Canturri figura entre les donacions fetes a l'església del monestir de Santa Cecília d'Elins en la seva consagració de l'any 1080. A l'Spill, redactat l'any 1519, figura com a mas habitat per dos germans. La jurisdicció civil era del prior de Santa Maria de Castellbò, com a successor del monestir de Santa Cecília d'Elins, mentre que el mer i mixt imperi era del
vescomte de Castellbò. La capella de Sant Vicenç és sufragània de la parroquial de Sant Romà de Pallerols.